# Grb Ličko-senjske županije
Grb Ličko-senjske županije je grb s plavom bojom štita na kojem se nalazi degenija zlatne boje. Županija je odabrala ovaj simbol jer je to endemska biljna vrsta koja raste samo na području ove županije, u kojoj se nalaze i dva nacionalna parka: Sjeverni Velebit i Plitvička jezera. Maslina (blagostanje i plodnost), hrast (snaga i mudrost) i vinova loza (život i besmrtnost), iako se ne nalaze na grbu našli su svoje mjesto na gonfalonu Ličko-senjske županije. 